# Aeroporto Internacional de Nausori
O Aeroporto Internacional de Nausori (IATA: SUV, ICAO: NFNA), também conhecido como Luvuluvu, é o aeroporto internacional secundário em Fiji, atrás do Aeroporto Internacional de Nadi. Está situado em Nausori, no lado sudeste de Viti Levu (ilha principal de Fiji). Aeroporto de Nausori é aproximadamente 23   km (45 minutos) da capital de Fiji, Suva. 
Um Plano Diretor de 20 anos está sendo elaborado para o Aeroporto de Nausori, que incluirá uma reforma e modernização completas do segundo aeroporto internacional de Fiji, criando uma instalação para os passageiros internacionais e um hub doméstico para Fiji. 
A Air Pacific (agora Fiji Airways ) tinha sua sede na propriedade do aeroporto. 